# Franz von Papen
Pour les articles homonymes, voir Papen (homonymie).
Franz von Papen, de son nom complet Franz Joseph Hermann Michaël Maria von Papen, né le 29 octobre 1879 à Werl en Westphalie et mort le 2 mai 1969 à Obersasbach dans le Bade-Wurtemberg en Allemagne, est un officier, diplomate et homme d'État allemand.
Monarchiste à l'origine, catholique conservateur, il commence sa carrière politique au Zentrum avant d’en être exclu pour avoir provoqué la chute du gouvernement Brüning. Proche du président Hindenburg, il aide Adolf Hitler à accéder au pouvoir en 1933, pensant pouvoir le contrôler en prenant le titre de vice-chancelier, mais se retrouve vite marginalisé dès 1934, relégué à des postes d'ambassadeur en Autriche, puis en Turquie.
Il est jugé non coupable à Nuremberg, mais est condamné en 1946 à huit années de travaux forcés par un tribunal de dénazification en Allemagne de l'Ouest, avant d'être relaxé en appel en 1949. Il publie ensuite de nombreux ouvrages dans le but de se disculper.

## Biographie

### De l'empire à la république de Weimar

#### Aristocrate catholique, diplomate, militaire et espion
Fils de Friedrich von Papen, propriétaire terrien, et d'Anna von Steffens, Franz von Papen naît à Werl en Westphalie le 29 octobre 1879.
Après une formation militaire dans la cavalerie, il épouse, le 3 mai 1905, Martha von Boch-Galhau (de) (1880-1961), (membre de l'une des familles fondatrices de la société Villeroy & Boch), dont il eut cinq enfants.
Papen commence une carrière diplomatique en 1913, en tant qu'attaché militaire à Washington et Mexico. Alors que la Première Guerre mondiale éclate, Horst von der Goltz envisage le 12 décembre 1914  une invasion du Canada pour entraver l'expédition de fournitures militaires et de denrées alimentaires à destination de la France. Le 3 janvier 1915, un télégramme chiffré parti de Berlin, adressé à l'ambassade d’Allemagne située à Washington (référence no 357), signale que le projet avorte au profit du sabotage du pont de Vanceboro, réalisé par l'officier de réserve Werner Horn venu du Guatemala sur les instructions de von Papen.
En tant que diplomate, Franz von Papen se livre aussi à diverses activités d'espionnage et de sabotage industriel contre les États-Unis, dont il est expulsé avec d'autres officiers en décembre 1915.
Il est ensuite attaché militaire en Espagne avant de prendre part activement au conflit mondial, obtenant des postes de commandement lors des batailles de la Somme et de la Crête de Vimy. Ensuite, parmi la soixantaine d'officiers allemands qui supervisent les troupes turques, il est nommé à Jérusalem, en Palestine alors sous domination ottomane, attaché d'état-major à la Quatrième Armée turco-allemande, défaite par les Britanniques sous le commandement du général Allenby dans les dernières semaines de 1917.

#### Député duZentrum
En novembre 1918, l'Allemagne est au bord du chaos, le blocus qui affame la population et la défaite militaire de l'Allemagne provoquent la révolution allemande, et donc la chute du système monarchique (avec l'abdication de Guillaume II) et la proclamation de la république par Philipp Scheidemann (SPD). Par prudence, le gouvernement quitte Berlin et se retire à Weimar pour rédiger la constitution du régime.
Franz von Papen entame alors une carrière politique. Il est élu député du Zentrum à la diète de Prusse en 1921. Membre de l’aile droite du Centre catholique, après avoir soutenu la candidature du maréchal Hindenburg à la présidence du pays en 1925, contre le candidat centriste, il entre en conflit avec Heinrich Brüning, pourtant chef de son parti.

### Papen et la montée au pouvoir des Nazis

#### Chancellerie (juin - novembre 1932)

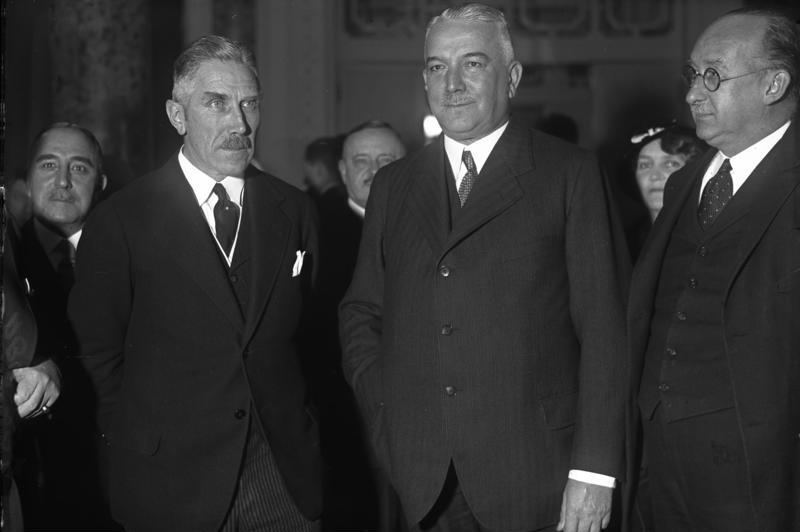
Franz von Papen et Konstantin von Neurath, en novembre 1932, deux mois avant l'accession de Hitler au pouvoir.

Membre de l’aile droite du Centre catholique, il contribue à faire échouer le gouvernement Brüning, ce qui lui vaut d'être appelé par Hindenburg à la Chancellerie le 1er juin 1932 pour former le « cabinet des barons », un gouvernement conservateur favorable aux intérêts des grands industriels. Exclu de son parti, cherchant à rallier à sa majorité les nationaux-socialistes, il lève immédiatement l’interdiction qui frappe alors les SA, mais ce geste provoque une recrudescence de l’agitation sociale qui le conduit à proclamer la loi martiale à Berlin, où se multiplient les rixes entre communistes et SA. Cela lui permet de faire disparaître le gouvernement local prussien, qui était de centre-gauche : c'est le « coup de Prusse », analysé a posteriori comme l'une des étapes majeures de la fin de la République de Weimar, puisqu'il permet au gouvernement central de prendre le contrôle du Land, notamment en matière policière.
Après ce coup d'éclat, il croit habile de provoquer en juillet 1932 des élections pour avoir une majorité au Reichstag (où son gouvernement n'a pour ainsi dire pas de soutien, contrôlant le pays grâce aux pouvoirs du président Hindenburg qui peut se passer de votes au parlement). La poussée sensible des nazis, qui gagnent 123 sièges, le conduit à demander à Hindenburg une nouvelle dissolution, qu'il ne peut faire appliquer en raison de l'attitude du président de séance, Hermann Göring, qui ne lui donne pas la possibilité de communiquer le message de dissolution, faisant voter une motion de censure proposée par les communistes et les nazis. Le résultat est toutefois identique (il faut revenir devant les électeurs).
Les nouvelles élections de novembre 1932 marquent certes un recul pour les nazis, mais Papen n'a toujours pas de majorité sans les nazis. Il tente d'obtenir de Hitler un soutien, mais les conditions sont telles qu'il préfère démissionner le 17 novembre 1932. Il espère être rappelé par Hindenburg : celui-ci lui préfère Kurt von Schleicher, qui tente une politique d'union nationale comprenant des réformes fiscales (espérant le soutien à la fois des syndicats socialistes et des nazis). Mais rapidement, ses efforts sont vains et Papen tente de le déstabiliser pour revenir au pouvoir.

#### Le gouvernement Hitler
Avec Alfred Hugenberg du DNVP (le parti de la droite conservatrice, qui perd progressivement en importance au profit du NSDAP), Papen entame une négociation pour former un gouvernement incluant Hitler. Hitler serait chancelier, mais Papen deviendrait vice-chancelier et ministre-président de Prusse. Le 23 janvier 1933, Schleicher, qui admet qu'il n'a pas de majorité au Reichstag, demande à Hindenburg de déclarer l'état d'urgence. Mais la politique fiscale énergique de Schleicher s'était attaquée aux grands domaines des propriétaires prussiens et aux industriels, ce qui avait irrité Hindenburg. Le 28 janvier, Schleicher démissionne. Le 30, Hindenburg cède au plan de Papen qui, vice-chancelier, laisse la chancellerie à Hitler, mais dans un gouvernement conservateur où ne se trouvent que deux nazis. Papen projette de faire ensuite renvoyer Hitler du gouvernement et ainsi retrouver le pouvoir.
Le 29 janvier 1933, le rédacteur en chef libéral Theodor Wolff commentait dans un éditorial du Berliner Tagblatt : « Les natures les plus fortes, celles qui ont un front de fer ou une planche devant la tête, insisteront sur la solution antiparlementaire, sur la fermeture de la maison du Reichstag, sur le coup d'État ».
Rapidement, Papen (qui pensait « coincer Hitler ») se fait déborder par les Nazis. Hermann Göring prend, depuis la Prusse, où il est ministre de l'Intérieur, des décisions sans en référer à son supérieur nominal Papen. Pire, alors que Papen se rend à Rome en avril 1933 pour signer le concordat qu'il avait négocié avec le secrétaire d'État Eugenio Pacelli (ancien nonce en Allemagne et futur pape Pie XII), il est remplacé par Göring au poste de ministre-président de Prusse par un vote du parlement local. N'ayant pas protesté contre les lois d'exception (Gleichschaltung, décret de l'incendie du Reichstag du 28 février 1933 supprimant des libertés et droits fondamentaux, Loi allemande des pleins pouvoirs du 24 mars 1933, etc) ayant suivi l'incendie du Reichstag, Papen est devenu presque impuissant.
Il tente cependant de convaincre Hindenburg qu'il faut renverser Hitler en s'appuyant sur les conservateurs et l'armée, exaspérés par l'attitude révolutionnaire des SA de Röhm qui veut devenir le cœur de l'armée et changer l'ordre social. Il attaque Röhm dans un discours à l'université de Marbourg, en juin 1934, demandant la restauration de certaines libertés et la fin de la « seconde révolution » que les SA ne cessent de demander. Hitler réagit d'abord en interdisant la publication du discours, ce qui permet à Papen de menacer de démissionner. Hitler est alors mis en demeure par Hindenburg de faire cesser les tensions, sous peine d'être démis de ses fonctions et remplacé par un gouvernement militaire. Papen semble être sur le point de réussir.

### Durant le Troisième Reich

#### Éviction du pouvoir
Deux semaines après le discours de Papen, Hitler prend une décision brutale : il ordonne à la SS d'éliminer par surprise Röhm, les chefs SA, ainsi que d'autres opposants ou rivaux potentiels (comme Schleicher, tué avec sa femme, ou Gustav von Kahr). Les tueries ont lieu lors de la nuit des Longs Couteaux qui débute dans la nuit du vendredi 29 au 30 juin 1934 et se poursuivent jusqu'au lundi suivant au petit matin. Hitler profite également de l'occasion pour s'occuper des conservateurs qu'il considère comme non fiables : le vice-chancelier et son entourage sont du nombre et une unité armée de la SS boucle la vice-chancellerie. Herbert von Bose, le secrétaire de Papen et l'auteur du discours de Marbourg, y est assassiné d'une dizaine de balles et son autre collaborateur au ministère des Transports, Erich Klausener, est assassiné à son poste. Arrivé sur les lieux, Papen proteste en vain de l'arrestation du collaborateur qui l'accompagne, Fritz Günther von Tschirschky, et il est reconduit en résidence surveillée à son domicile. Beaucoup d'autres sont envoyés en camp de concentration[réf. nécessaire] parmi lesquels Jung, l'autre corédacteur du discours de Marbourg, qui y est exécuté le jour même ou le lendemain 1er juillet. 
Papen est lui-même arrêté sommairement à la vice-chancellerie, en dépit de ses protestations véhémentes. Peut-être trop proche de Hindenburg pour être abattu, il est placé en résidence surveillée par Göring (qui l'aurait sorti de la liste des victimes) sous la « surveillance spéciale » des SS. Bien que Hitler l'ait fait libérer quelques jours plus tard, Papen n'osera plus critiquer le régime à partir de cet événement. Après quelques jours, lors d'une réunion à la Chancellerie, il ne retrouve plus sa place de vice-chancelier et demande alors une audience privée à Hitler. Épuisé, il finit par démissionner, le 7 août 1934.
Papen reste néanmoins député au Reichstag de 1933 à 1945 en tant que député du Parti populaire national allemand (le DNVP, dissous le 29 juin 1933), puis du parti nazi ; il est nommé ambassadeur à Vienne en 1934, puis à Ankara de 1939 à 1944.

#### Ambassadeur en Autriche
Après la nuit des Longs Couteaux, il accepte de devenir le nouvel ambassadeur allemand en Autriche. Le chancelier Dollfuss venait alors juste d'être assassiné dans un coup d'État raté des nazis autrichiens. Il fit jouer ses relations catholiques et diplomatiques pour renouer des contacts avec le cabinet de Kurt Schuschnigg mais il est rappelé par Hitler le 4 février 1938 lors de la préparation de l'Anschluss. Il arrange néanmoins la venue de Schuschnigg à Berchtesgaden pour le 12 février 1938. Il s’agissait d'imposer l'ultimatum à l'Autriche, de la faire céder aux pressions allemandes ; cette immixtion dans la politique intérieure de l'Autriche ouvrait la voie à l'Anschluss le 13 mars 1938. De nouveau, un de ses proches collaborateurs, Wilhelm Freiherr von Ketteler, fut assassiné lors de l'annexion de l'Autriche.
Dans son livre L’orage approche, Winston Churchill raconte que Hitler nomma Franz von Papen ambassadeur à Vienne pour « miner la position des personnalités marquantes de la politique autrichienne, ou les gagner à la cause allemande ». Churchill cite l’ambassadeur américain à Vienne, qui aurait dit : « De la façon la plus impudente et la plus cynique, […] Papen précisa […] qu’il avait l’intention de jouer sur sa réputation de bon catholique pour influencer certains Autrichiens comme le cardinal Innitzer ». Après l’Anschluss, le cardinal Innitzer ordonne que toutes les églises d’Autriche arborent le drapeau à croix gammée, fassent sonner les cloches et prient pour Adolf Hitler à l'occasion de son anniversaire.

#### Ambassadeur en Turquie
Pendant la guerre il est réaffecté comme ambassadeur d'Allemagne en Turquie de 1939 à 1944. Il parvient, grâce à l'espion Elyesa Bazna dit « Cicéron » (valet de chambre de l'ambassadeur britannique à Ankara), à obtenir des informations clés concernant les Alliés, comme les comptes rendus des conférences entre Américains, Soviétiques et Britanniques. Il signe par ailleurs un pacte de non-agression avec la Turquie le 18 juin 1941.

#### Après-guerre

Franz von Papen au procès de Nuremberg, en 1946.

Il est capturé avec son fils Franz par le 550e bataillon aéroporté, amené au camp de prisonniers pour être l'un des accusés du procès de Nuremberg. Il est acquitté bien que la cour admette qu'il avait commis un certain nombre d'immoralités politiques, qui n'étaient toutefois pas condamnables en droit pénal. L'URSS, via Molotov, ministre des affaires étrangères, crie au scandale devant la clémence du verdict, cet accusé ayant aidé Hitler à l'accession au pouvoir, en 1933, en Allemagne.
Il est néanmoins condamné à huit années de travaux forcés par un tribunal de dénazification de l'Allemagne de l'Ouest ; il finit par être acquitté en appel, en 1949.
Ayant failli dans sa tentative de revenir sur la scène politique en 1950, il se retire en son château de Benzenhofen. Il y écrit un grand nombre d'ouvrages où il justifie ses actes pendant les années 1930-1933, soutenant le plan Schuman et un rapprochement avec l'Europe de l'Ouest.
Il meurt à Obersasbach le 2 mai 1969. Son épouse est morte en 1961 à l'âge de 80 ans.

## Historiographie et débats

### Papen et l'Église catholique
Ce catholique politique est l’ami personnel de plusieurs papes. Il rencontre Achille Ratti, le futur Pie XI, pendant la république de Weimar. Par l'intermédiaire du nonce  Eugenio Pacelli — le futur pape Pie XII — il est un relais diplomatique en Prusse de la politique concordataire du Vatican. Pie XI le décore ou l'honore : il reçoit le titre honorifique de « chambellan du Pape », est fait chevalier de l'ordre souverain de Malte et grand-croix de l'ordre de Pie IX. C'est lui qui négocie avec Pacelli, entre-temps devenu Secrétaire d'État, le concordat avec l'Allemagne, puis le signe au Vatican  en 1933.
Mais les relations avec la papauté deviennent plus tendues avec les violations répétées du concordat par le régime nazi, d'autant que Papen joue un rôle important dans le ralliement du primat d'Autriche à l'Anschluss en 1938, que Pacelli et Pie XI déplorent. Pie XII ayant accédé à la papauté en 1939 ne le reconduit pas au titre de chambellan. Une fois écarté à l'ambassade de Turquie, il y côtoie Angelo Roncalli, le futur Jean XXIII. Ce dernier témoignera en sa faveur au procès de Nuremberg, ce qui a pu jouer un rôle dans son acquittement. Dans le contexte de l'après-guerre, Papen symbolise les personnalités catholiques « dénazifiées » de l'Allemagne de l'Ouest et Jean XXIII en fait à nouveau un chambellan du Pape.

### Historiographie
Dans son ouvrage historique Le IIIe Reich — Des origines à la chute, William L. Shirer écrit que Papen a été « plus responsable de l’avènement de Hitler que tout autre Allemand ». En janvier 1933, l’ancien chancelier allemand Kurt von Schleicher dit au sujet de Papen : « C’est le genre de traître à côté de qui Judas Iscariote fait figure de saint ». Cette opinion, sur le rôle prépondérant de Papen dans l'avènement politique du nazisme, est partagée par Joachim C. Fest (1926-2006), journaliste et célèbre historien allemand, notamment dans son ouvrage référence Les Maîtres du IIIe Reich.

## Dans la fiction
- 1955 : Ernst Thälmann – Führer seiner Klasse, film de Kurt Maetzig, joué par Fred Kötteritzsch.
- 2002 : Jean XXIII : le pape du peuple, film de Giorgio Capitani, joué par Heinz Trixner.
- 2003 : Hitler : La Naissance du mal, téléfilm de Christian Duguay, joué par Robert Russell.

## Œuvres
- Appell an das deutsche Gewissen. Reden zur nationalen Revolution, Stalling, Oldenburg, 1933
- Franz von Papen Memoirs, Translated by Brian Connell, Andre Deutsch, London, 1952
- Mémoires, traduction française abrégée, Paris, Flammarion, 1953
- Der Wahrheit eine Gasse, Paul List Verlag, München 1952
- Europa, was nun? Betrachtungen zur Politik der Westmächte, Göttinger Verlags-Anstalt, Göttingen 1954
- Vom Scheitern einer Demokratie. 1930 - 1933, Hase und Koehler, Mainz 1968